# 神田橋 (京橋川)
神田橋（かんだばし）は、広島県広島市の京橋川にかかる道路橋。下流側に側道橋（歩道橋）を併設している。

## 概要
広島市道東4区2号線（幅員8m）筋の橋。橋名の由来は下記歴史参照。右岸側は市内でも有数の桜の名所であり、下流側に東部河岸緑地が広がる。
江戸時代からこの川に架かる橋で、その後数度架け直されている。上流に水道橋、広島県道37号広島三次線の牛田大橋、下流側少し離れた位置にJR山陽新幹線および山陽本線の鉄道橋がある。
なお、市内には安佐南区安古市町（旧・安佐郡古市町）にも神田橋があり、そこから撮られた原子爆弾の原子雲の写真が資料として残っている。

## 歴史

### 近世
文亀3年（1503年）、当地を治めていた安芸武田氏当主武田元繁が、祖国甲斐国から佐東銀山城の守護神として"神田八幡宮"を勧進、安芸郡牛田村の現在の東区スポーツセンターあたりに奉遷した。その後、安芸武田氏が滅び毛利氏統治の時代に入ると神社は一時荒廃したが毛利輝元により再建されるも、福島正則統治時代に入ると再び荒れてしまい、それを見かねた村民の手により再び再建された。元和5年（1619年）、広島藩に浅野長晟が入封すると福島氏とは逆に神社は手厚い加護を受けることとなった。
寛文4年（1664年）広島藩浅野氏2代藩主浅野光晟時代に、神社への参道筋して木橋が架橋された。これが初代の神田橋であり、橋名の由来はこの神社から来ている。
江戸時代当時は防犯上の理由により橋の架橋は制限されていた。東西に貫く主要ルートである西国街道筋の橋（猿猴橋・京橋・元安橋・本川橋・天満橋・福島橋・己斐橋）と、北へ向かう雲石街道筋の橋（横川橋）と、城下には8橋しかなく、神田橋はその中でも最も長い60間（約109m）の長さを誇り唯一街道筋ではない橋であった。
なお元禄5年（1692年）日蓮宗不受不施派禁圧以降、浅野家は天台宗に改宗し菩提寺を牛田の"日通寺"に変えたことから、広島城から菩提寺へ向かう参道筋にあった唯一の橋でもあった。また、この橋の東南東方向にある双葉山は広島城から見て艮（鬼門）方向にあたり、広島東照宮や饒津神社などの寺社が建立されたが、この橋がそれらの参道となったかどうかは不明である。
文化文政時代には地名をとり「牛田橋」と呼ばれていたこともあった。また藩政時代において洪水が多発した当時の太田川流域で落橋の被害にあっており、記録に残るものでも寛政8年（1796年）・嘉永3年（1850年）に被害にあっている。また老朽化により数度架替が行われた可能性が高いがその記録は不明である。
なおこの神田八幡宮は"神田山"や戦前この付近の京橋川が"神田川"と呼ばれていた由来でもあり、明治期に宇品に移転し現存している。

### 近代以降
明治に入ってからも永久橋化はされず木橋として存在、また近代に入っても洪水被害により落橋している。1919年（大正8年）・1923年（大正12年）と短期間に2度も風水害により落橋したため、1926年（大正15年）鉄筋コンクリート桁橋に永久橋化された。
1945年（昭和20年）8月6日の原爆投下により被災（爆心地より約2.10km）。爆風方向にかかっていたため、白島寄りが部分陥没して渡るのに少し危険な状況であったが落橋はしなかった。そのため、上流側の工兵橋と共に市内から郊外への避難経路として使用された。南側の白島町は全滅、南詰にあった民家から出火し町内全域全焼している。また太田川に浮かぶ死体が満潮時に上げ潮に乗りこの付近まで流れ着いた。
その後の風水害により橋脚1基が沈下したため、1962年（昭和37年）現在のものに架け直された。ただし橋台部は先代のものが流用されており、両岸で装飾的な加工が施された石材を見ることができる。
1991年（平成3年）4月12日に歩行者専用の神田橋歩道橋が開通。

## 神田橋水道橋

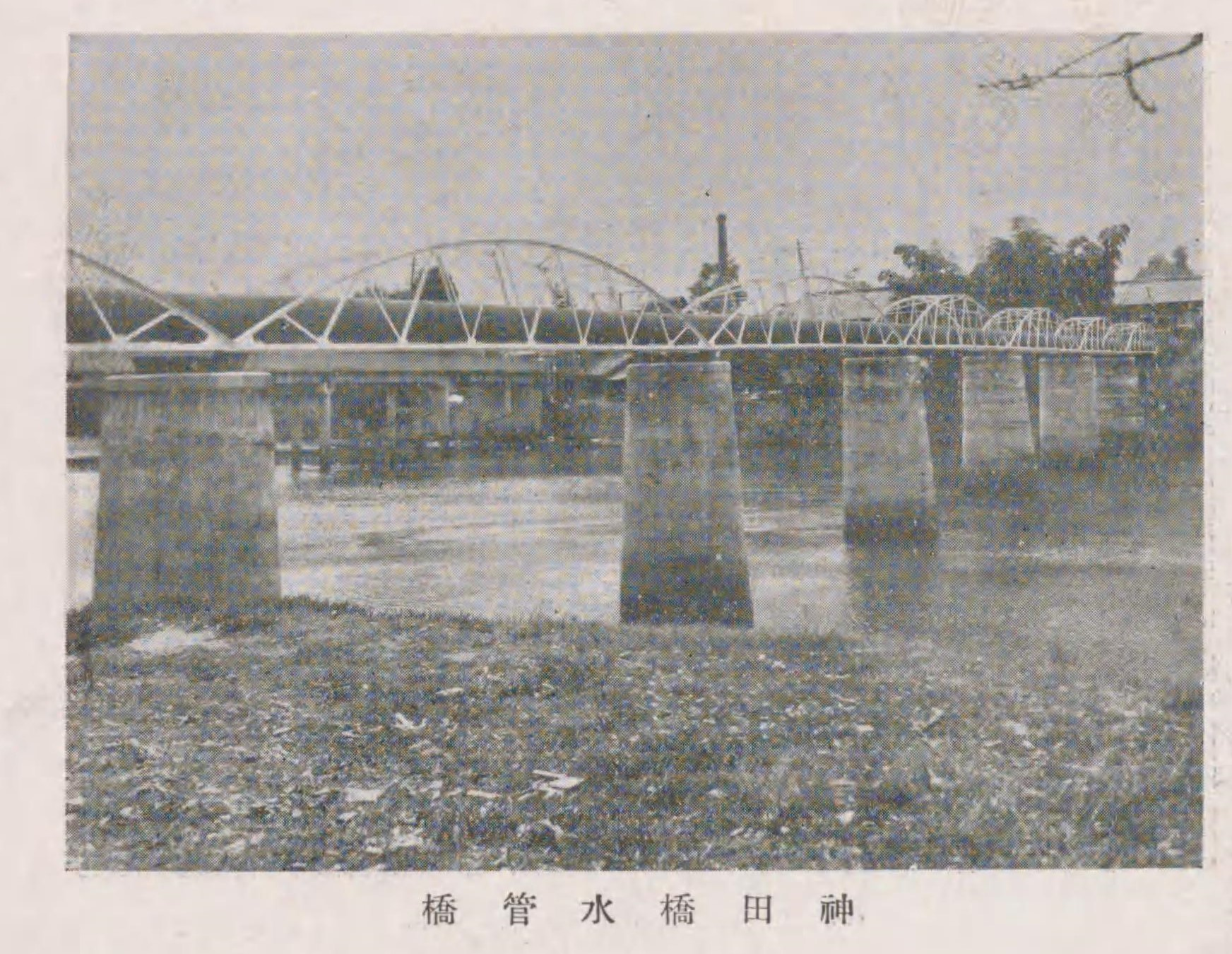
1930年代

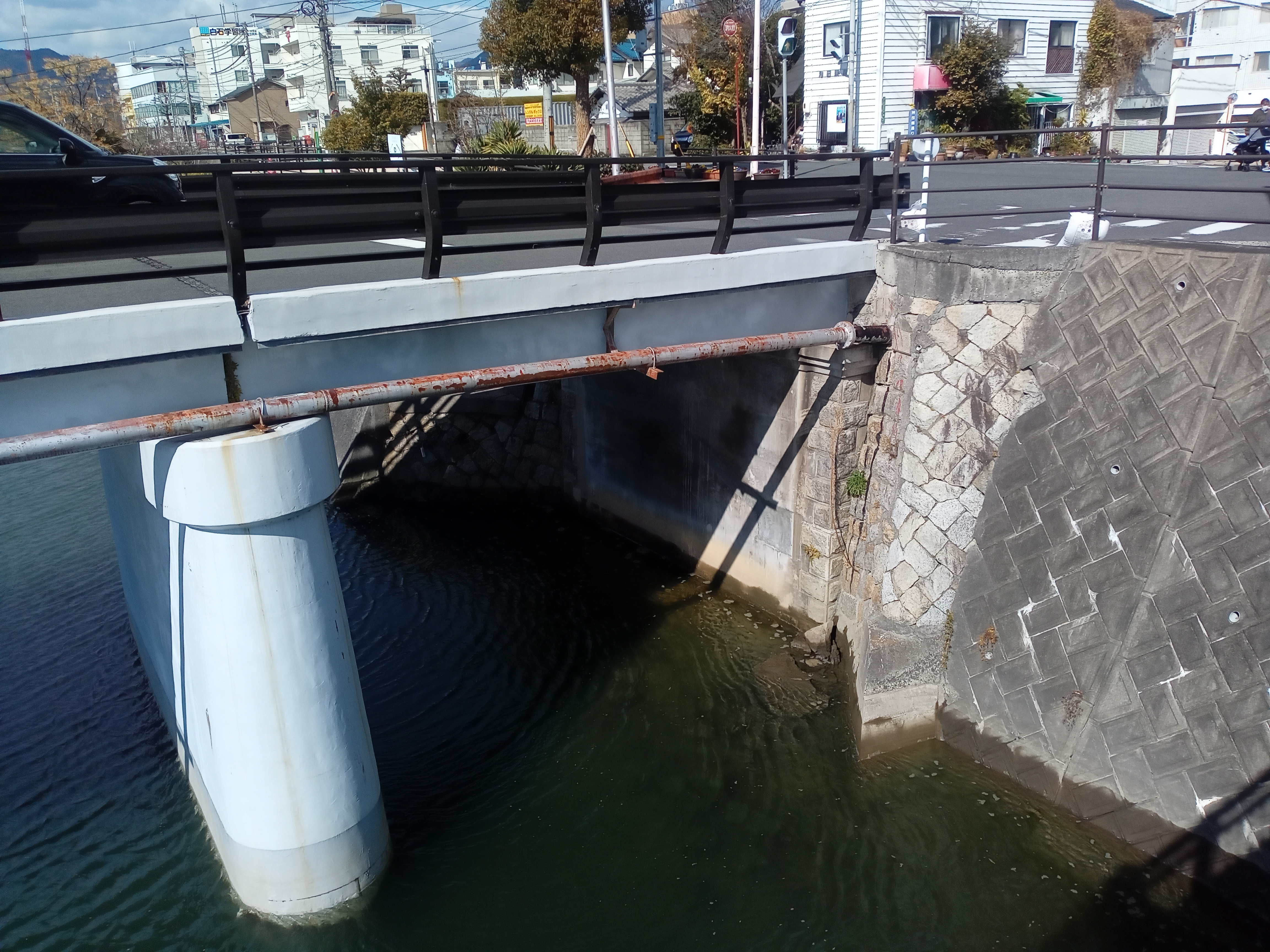
先代神田橋のものが流用されている橋台部（牛田側）

上流側にある水道橋も古くから存在していた。初代の水道橋は1897年（明治30年）4月19日着工、同年7月29日竣工。市内最古の浄水場である牛田浄水場建設の際に作られた水道橋であり、元々は大日本帝国陸軍第5師団司令部や日清戦争時に広島大本営が置かれた旧日本軍の拠点・広島城へ上水を送る「広島軍用水道」の水道管だった。竣工当時の諸元は以下のとおり。
- 管径 : 20寸(約60.6cm)
- 橋種 : ボウストリングトラス橋
- 桁サイズ : 長さ48尺(約14.54m)×幅5尺(約1.52m)×高さ6尺(約1.81m)
- 橋脚 : 石張RC壁式、杭基礎

現在水管橋は役目を終え撤去されており、牛田側に水管橋があった場所であることを示す説明板が設置されている。

## 参考資料
- 四国五郎『広島百橋』春陽社出版、1975年。ASIN B000J9FFA2。
- 神田橋
- 広島市『広島原爆戦災誌』（PDF）（改良版）、2005年（原著1971年）。2014年2月19日閲覧。
- 松尾雅嗣、谷整二「広島原爆投下時の一時避難場所としての川と橋」（PDF）『広島平和科学』第29巻、広島大学、2007年、1頁-25、2014年2月19日閲覧。
- 陸軍省『臨時広島軍用水道布設部報告』1899年。2014年2月19日閲覧。